# مارک کراسلی
مارک کراسلی (انگلیسی: Mark Crossley؛ زادهٔ ۱۶ ژوئن ۱۹۶۹) بازیکن فوتبال اهل بریتانیا است.
از باشگاه‌هایی که در آن بازی کرده‌است می‌توان به باشگاه فوتبال شفیلد ونزدی، باشگاه فوتبال ناتینگهام فارست، باشگاه فوتبال استوک سیتی، باشگاه فوتبال اولدهام اتلتیک، باشگاه فوتبال فولام، باشگاه فوتبال چسترفیلد، باشگاه فوتبال میلوال، باشگاه فوتبال منچستر یونایتد، و باشگاه فوتبال میدلزبرو اشاره کرد.
وی همچنین در تیم‌های ملی فوتبال زیر ۲۱ سال انگلستان و ولز بازی کرده‌است.